# آلاکاکت (آلاسکا)
آلاکاکت (به انگلیسی: Allakaket) شهری در ناحیه سرشماری یوکان-کویوکوک، آلاسکا ایالت آلاسکا است که جمعیت آن در سرشماری سال ۲۰۰۰ میلادی ۹۷ نفر بوده‌است.